# Дефенденте Ферари
Дефендèнте Ферàри (на италиански: Defendente Ferrari; * 1480/1485, Кивасо; ок. 1540, Торино) италиански художник, активен предимно в Западен Пиемонт.

## Биография
Учи в работилницата на Джовани Мартино Спанцоти след установяването му в Кивасо през 1502 г. Има забележителен успех като автор на полиптихи и свещени олтари, срещайки се с неговия стил, богат на декоративна скъпоценност и емайлирани цветове, до голяма степен извлечени от скандинавската традиция, благоволението на голямо църковно покровителство в западен Пиемонт до края на неговата дейност (около 1535 г.).
Първите му важни произведения вероятно възникват от някаква форма на сътрудничество с неговия учителː Полиптих „Калцолай“ и Кръщение в Катедралата на Торино. Резултатът е тълкувателен спор относно съответния принос на двамата художници, който все още не е напълно разрешен. В творби като Триптиха на Сакра ди Сан Микеле (1507) или Рождество в Авиляна (1511) Ферари вече показва свой собствен стил, който съответства на готическия вкус, който успешно се запазва в Пиемонт.
Неговата миниатюристична способност, богата на фламандски уроци, и несъмнената му разказвателна способност могат да бъдат открити преди всичко в пределите на полиптихите. Ферари се отличава с качеството на дизайна, светлините и с особената цветност.
Важни доказателства за работата му могат да бъдат намерени в пиемонтските музеиː Полиптихи на Свети Иво и Света Барбара в Галерия Сабауда в Торино, Каещият се св. Геролам в Градския музей на античното изкуство в Торино, Полиптих от Бианце в Музей „Боргоня“ във Верчели. Врати от разчленени полиптихи присъстват в много италиански, европейски и американски музеи. Заслужава да се спомента и двата панела, изобразяващи Мадоната с Младенеца и светци, запазени в сакристията на Катедралата в Ивреа.
Сред творбите, които все още остават в църквите, за които са построени, трябва да се споменат поне тези, които се намират в Катедралата на Кивасо, в църквата „Свети Йоан“ в Авиляна и в Абатството на Свети Антоний от Ранверсо.

## Творби
- Madonna del Buon Consiglio, темпера върху дърво, Савона, Църква „Свети апостол Андрей“
- Santa Caterina, ок. 1500 – 1501, темпера върху дърво, Торино, Градски музей на древното изкуство
- Madonna col Bambino fra i santi Bernardo d'Aosta, Giovanni Battista, Bartolomeo e Cristoforo, ок. 1500 – 1505, маслени бои върху дърво, Биела, Музей на територията на Биела
- San Francesco e donatrice, ок. 1501, темпера върху дърво, 86,5 × 68,8 cm, Торино, Градски музей на древното изкуство
- Trittico della Vergine col Bambino, San Michele Arcangelo e San Giovanni Vincenzo che presenta il committente, Urbano di Miolans, ок. 1503 – 1522, темпера върху дърво, абатска църква на Сакра ди Сан Микеле, Вал ди Суза
- Sbarco di Maria Maddalena a Marsiglia, ок. 1504 – 1513, темпера върху дърво, 168,5 × 90 cm, Торино, Градски музей на древното изкуство
- Sposalizio della Vergine, ок. 1504 – 1515, темпера върху дърво, 177 × 95,5 cm, Торино, Градски музей на древното изкуство
- San Giovanni Battista, ок. 1505 – 1510, темпера върху дърво, 93,2 × 67,8 cm, Торино, Градски музей на древното изкуство
- Sant'Ivo e due devoti, ок. 1506 – 1510, темпера върху дърво, 93,2 × 67,8 cm, Торино, Градски музей на древното изкуство
- Angelo portacroce, ок. 1509, маслени бои върху дърво, Торино, Градски музей на древното изкуство
- San Gerolamo in orazione, ок. 1509, Милано, Пинакотека „Брера“
- Madonna con Bambino, маслени бои върху дърво, Флоренция, Палацо Пити, Палатинска галерия
- Martirio di san Sebastiano, ок. 1510, темпера върху дърво, 37,3 × 103 cm, Торино, Градски музей на древното изкуство
- Natività, ок. 1510, темпера върху дърво, 33,5 × 52,7 cm, Торино, Градски музей на древното изкуство
- Fuga in Egitto, ок. 1510, темпера върху дърво, 33,7 × 52,3 cm, Торино, Градски музей на древното изкуство
- Natività notturna, 1510, темпера върху дърво, 48 × 38 cm, Торино, Градски музей на древното изкуство
- Adorazione del Bambino tra santi, 1511, темпера върху дърво, 190 × 116 cm, Авиляна, църква „Свети Йоан“
- Adorazione del Bambino con un donatore, 1511, темпера върху дърво, 176 × 82,5 cm, Берлин, Държавен музей, Gemäldegalerie.
- Cristo in casa di Marta e Maria, ок. 1511 – 1515, маслени бои върху дърво, 155 × 76,2 cm, Денвър, Художествен музей
- Circoncisione / Deposizione nel sepolcro, predella / Storie di Sant'Antonio da Padova, четири табла на пределата, 1513, Кунео, Градски музей
- Allegoria con Cristo e nove santi, ок. 1515 – 1520, темпера върху дърво, Торино, Градски музей на древното изкуство
- Assunzione tra i Santi Martino e Giovanni Battista, 1516, Чирие, Братство на Светата плащеница
- Crocifissione, ок. 1518 – 1523, темпера върху дърво, Торино, Градски музей на древното изкуство
- Pala con la Madonna in Trono, Bambino e i Santi, ок. 1518 – 1526, темпера върху дърво, 220 x 140 cm, абатска църква „Сакра ди Сан Микеле“ във Вал ди Суза
- Crocifissione con Santi, ок. 1523, темпера върху дърво, 235 x 138 cm, Савиляно, Градски музей „Антомино Олмо“
- Tavole con San Lazzaro / San Gerolamo / Sant'Ivo/ Sant'Agostino / la Disputa di Cristo al tempio, (панели, които вероятно са част от полиптих), 1518, Амбрюн, Музей на енорийската църква
- Madonna del Popolo tra i Santi Agostino e Nicola da Tolentino, 1519, Чирие, църква „Свети Йоан“
- Adorazione del Bambino con Santa Chiara e clarisse, 1519, темпера върху дърво, Ивреа, сакрестия на катедралата
- Adorazione dei Magi, ок. 1520, маслени бои върху дърво, 103 × 73 cm, Лос Анджелис, Музей „Гети“.
- San Gerolamo penitente, 1520, темпера върху дърво, 67,5 × 52,5 cm, Торино, Градски музей на древното изкуство
- Vergine Annunziata, 1520, темпера върху дърво, 73 × 62 cm, Торино, Градски музей на древното изкуство
- Angelo annunziante, 1520, темпера върху дърво, 72 × 63 cm, Торино, Градски музей на древното изкуство
- Adorazione del Bambino, ок. 1521, темпера върху дърво, 120 × 79,2 cm, Торино, Градски музей на древното изкуство
- Adorazione del Bambino con il Beato Warmondo e donatore, 1521, Ивреа, сакристия на Катедралата
- Trittico con l'Adorazione del Bambino, al centro e ai lati Santa Lucia e Sant'Agata, 1521, Фелето, Енорийска църква „Св. св. Петър и Павел“
- Crocefissione, ок. 1522 – 1523, Павия, Пинакотека „Маласпина“
- Trittico con l'Adorazione dei Magi al centro e ai lati l'Adorazione del Bambino e il Compianto su Cristo morto, 1523, Торино, Галерия Сабауда
- Adorazione dei Magi, ок. 1524, Лейни, Енорийска църква „Св. св. Петър и Павел“
- Madonna col Bambino e san Giovanni Battista e Giovanni Evangelista, ок. 1525, маслени бои върху дърво, 91 × 60 cm, Уисконсин, Художествен музей „Шейзън“
- San Pantaleone e donatore, ок. 1525, темпера върху дърво, 166,5 × 92 cm, Торино, Градски музей на древното изкуство
- Presentazione al tempio, ок. 1525 – 1530, темпера върху дърво, 209,5 × 140 cm, Торино, Градски музей на древното изкуство
- Incoronazione della Vergine con Annunciazione в пределите, ок. 1525 – 1530, темпера върху дърво, Торино, Градски музей на древното изкуство
- Madonna con Bambino, 1526, маслени бои върху дърво, 56 × 37 cm, Амстердам, Държавен музей
- Disputa di Cristo fra i dottori, 1526, маслени бои върху дърво, 209 × 93 cm, Щутгарт, Градска галерия
- Madonna, sant'Anna, il Bambino e due angeli, 1528, маслени бои върху дърво, Амстердам, Държавен музей
- Santa Margherita e Cristo giardiniere, ок. 1630, темпера върху дърво, 207,5 × 107 cm всеки, Торино, Градски музей на древното изкуство
- San Pietro, ок. 1530, маслени бои върху дърво, Торино, Градски музей на древното изкуство
- Santa Lucia, ок. 1530, маслени бои върху дърво, Торино, Градски музей на древното изкуство
- San Lorenzo, ок. 1530, маслени бои върху дърво, Торино, Градски музей на древното изкуство
- San Michele arcangelo sconfigge il demonio, ок. 1530, темпера върху дърво, 206,5 × 107 cm, Торино, Градски музей на древното изкуство.
- Polittico di san Gerolamo, con San Giovanni Battista, San Giacomo e San Giorgio e un santo guerriero в страничните врати, Angelo Annunziante e Vergine Annunziata в тондото, ок. 1530 – 1535, темпера върху дърво, централен панел: 132 × 46 cm, странични панели: 133 × 47 cm, Торино, Градски музей на древното изкуство
- Trittico della Madonna della Mercede o dei Santi Crispino e Crispiniano, ок. 1530 – 1535, темпера върху дърво, централен панел с Мадоната на трона с Младенеца, Авиляна, църква „Св. Йоан“
- Polittico con l'Adorazione del Bambino al centro e ai lati i Santi Antonio Abate, Sebastiano, Rocco e Bernardino da Siena, Бутилиера Алта, църква на Абатство „Свети Антоний от Ранверсо“
- Presentazione di Cristo al tempio, ок. 1540, темпера върху дърво, 37 × 69 cm, Торино, Градски музей на древното изкуство
- Madonna del popolo, темпера върху дърво, Казеле Торинезе, общинско седалище

## Музеи, съхраняващи творбите на художника
- Пинакотека на Академията Албертина в Торино
- Палацо Мадама в Торино
- Галерия Сабауда в Торино
- Градски музей на древното изкуство в Торино
- Академия Карара в Бергамо
- Художествена галерия „Брера“ в Милано
- Художествена галерия „Маласпина“ в Павия
- Музей на Франческо Боргоня във Верчели
- Музей на територията на Биела, Биела
- Граждски музей „А. Олмо“ в Савиляно
- Уфици във Флоренция
- Палатинската галерия във Флоренция
- Музей Гети в Лос Анджелис
- Държавен музей в Амстердам